# Марк и Юлий Доростолски
Сред имената на дванадесетте мъченици от Дуросторум (Доростол-Дръстър-Силистра) са и тези на мъчениците св. Юлий и св. Марк. Запазено е житие на св. Юлий, ветеран от легиона, разположен в Дуросторум. По време на езически празненства той отказва да принесе жертва и е осъден като християнин на посичане с меч. Екзекутиран е, според цитат в източниците, "на обичайното място", като става въпрос вероятно за място, определено за смъртни наказания и на други християни. Там по-късно, около първата половина на IV век и след това е издигната епископската базилика на град Доростол-Силистра. Според някои източници, смъртта на св. Юлий е датирана около управлението на император Александър Север (222-232 г.). Но има и друго, навярно по-точно датиране. Според житието, преди да бъде убит, по пътя към екзекуцията, св. Юлий е приветстван от приятел-християнин, Исихий, които му отправят молба: да пренесе поздрав "в отвъдния живот" на вече загиналия за вярата по-ранен мъченик св. Валентиан. При това, в трудовете на Йероним Блажени, се говори наистина за мъченик на име Исихий, пострадал също в Доростол, на 15 юли (вероятно в 304 г.).
Според календара на Българската православна църква, паметта на св. Марк и св. Юлий се почита на 8 юни. На този ден, през 2005 год. в с. Господиново е осветен и параклис на името на двамата мъченици.